# Okres Police
Okres Police (polsky Powiat policki) je okres v polském Západopomořanském vojvodství u hranic s Německem. Rozlohu má 665,33 km² a v roce 2024 zde žilo 86 489 obyvatel. Sídlem správy okresu je město Police.

## Gminy
Městsko-vesnické:
- Nowe Warpno
- Police

Vesnické:
- Dobra
- Kołbaskowo

## Města
- Nowe Warpno
- Police

## Sousední okresy
| Růžice kompasu | Přední Pomořansko-Greifswald | Svinoústí (přes Štětínský záliv) | Kamień   | Růžice kompasu |
| Růžice kompasu | Přední Pomořansko-Greifswald | Sever                            | Goleniów | Růžice kompasu |
| Růžice kompasu | Přední Pomořansko-Greifswald | Okres Police                     | Goleniów | Růžice kompasu |
| Růžice kompasu | Přední Pomořansko-Greifswald | Jih                              | Goleniów | Růžice kompasu |
| Růžice kompasu | Ukerská marka                | Gryfino                          | Štětín   | Růžice kompasu |